# Carlos Jatobá
Carlos Eduardo Bacila Jatobá, noto semplicemente come Carlos Jatobá (Curitiba, 15 settembre 1995), è un calciatore brasiliano, centrocampista del Daegu.

## Biografia
È figlio dell'ex giocatore del Corinthians Carlos Roberto Jatobá.

## Carriera

### Club
Prodotto del vivaio dei brasiliani del Figueirense, nel 2017 viene acquistato dalla squadra bulgara del Dunav Ruse.

## Palmarès

### Competizioni statali
- Campionato Catarinense: 1

Figueirense: 2015
- Campionato Alagoano: 1

CRB: 2020